# Bourgeauville
Bourgeauville település Franciaországban, Calvados megyében. Lakosainak száma 101 fő (2022. január 1.). Bourgeauville Annebault, Beaumont-en-Auge, Branville, Glanville, Saint-Pierre-Azif és Valsemé községekkel határos.

## Népesség
A település népességének változása:
| Lakosok száma | 147  | 123  | 144  | 142  | 111  | 110  | 107  | 102  | 100  | 101  |
|               | 1968 | 1982 | 1990 | 2006 | 2013 | 2015 | 2017 | 2019 | 2020 | 2022 |